# Tillandsia reuteri
Tillandsia reuteri là một loài thực vật có hoa trong họ Bromeliaceae. Loài này được Rauh miêu tả khoa học đầu tiên năm 1976.

## Hình ảnh

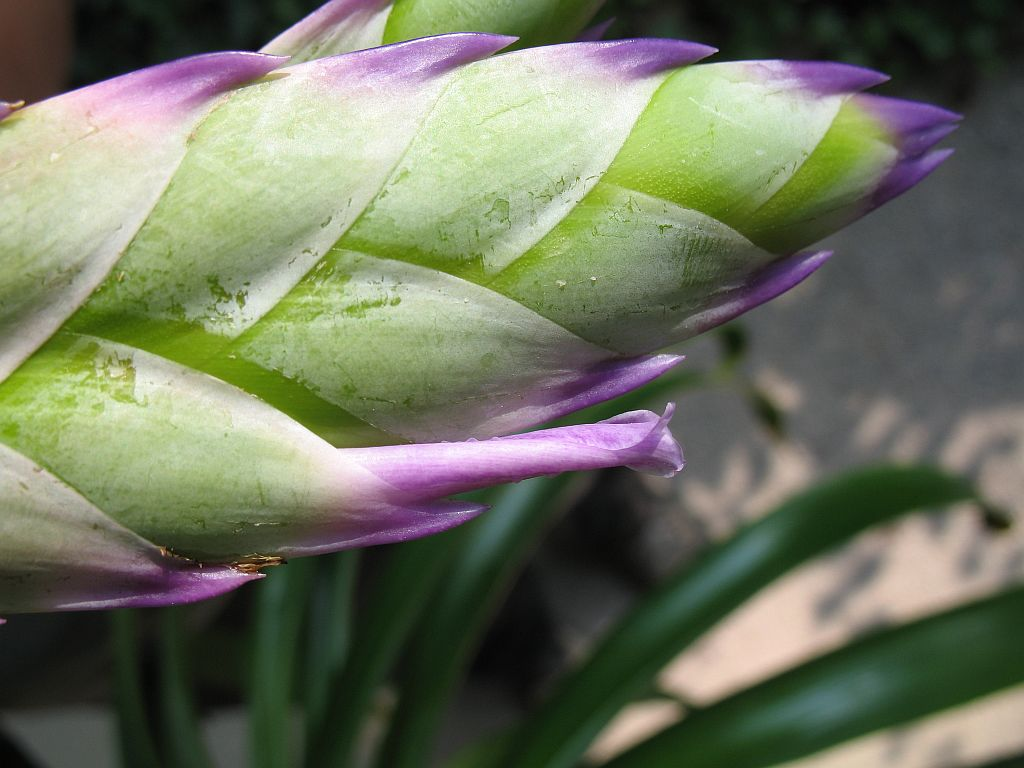
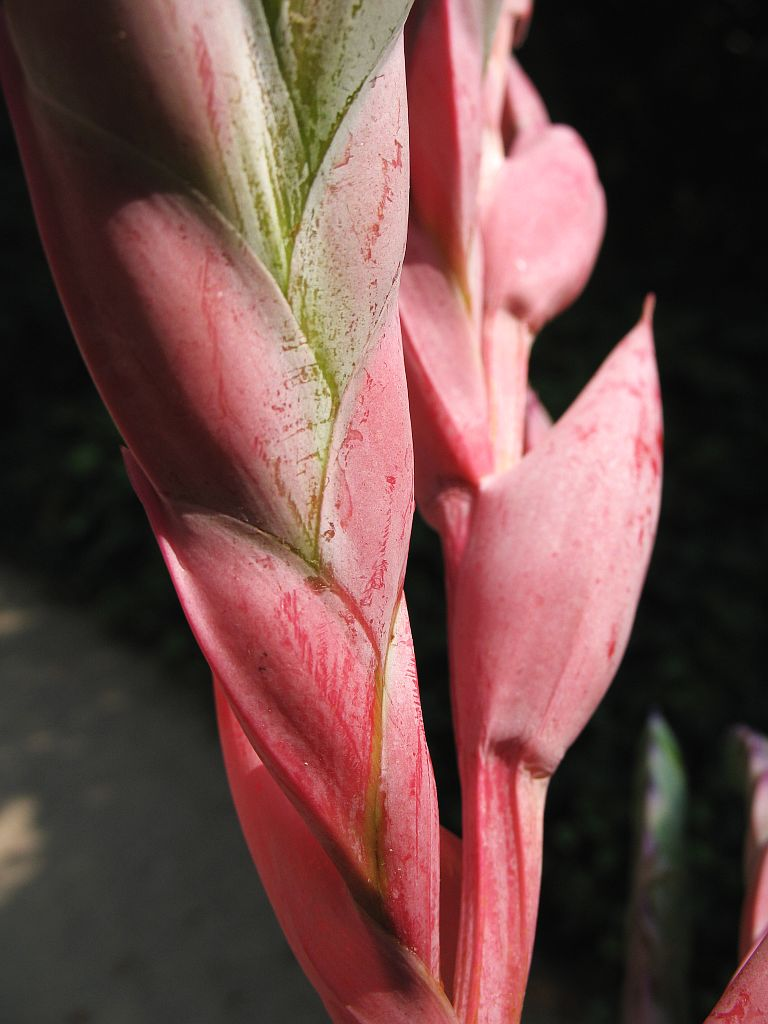
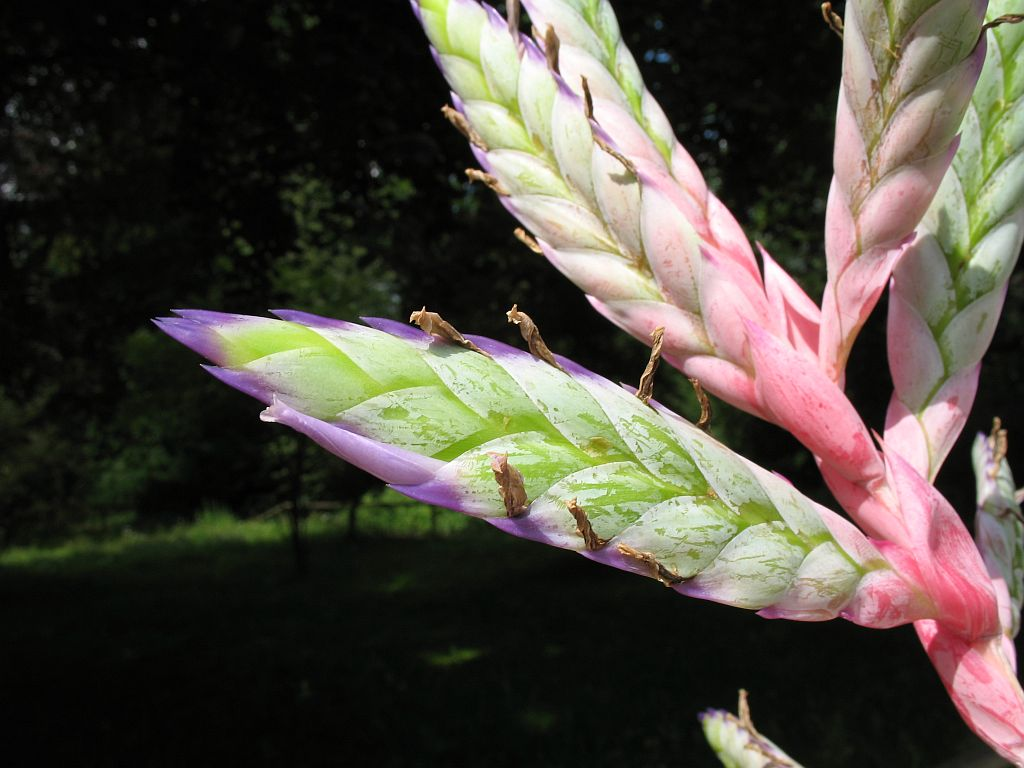
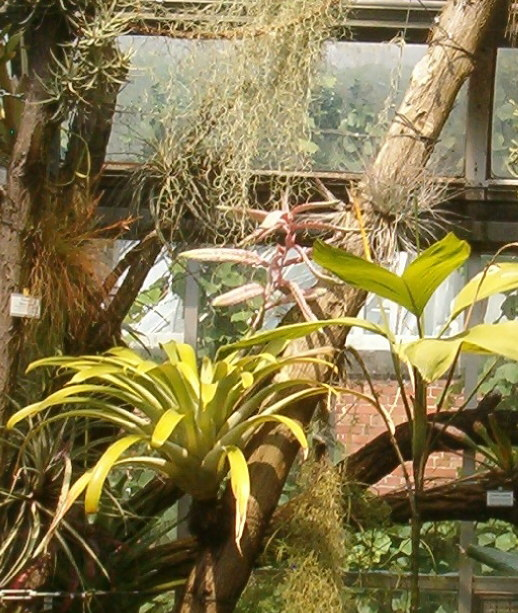